# Fun'ya no Asayasu
Fun'ya no Asayasu (文屋朝康?) fue un poeta japonés que vivió a mediados de la era Heian. Su padre fue el también poeta Fun'ya no Yasuhide.

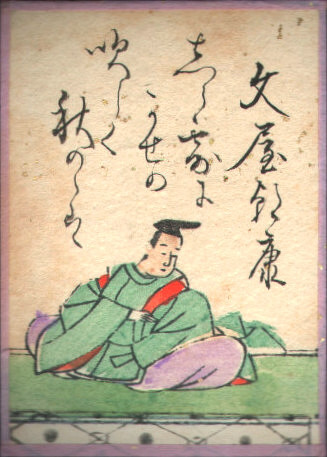
Fun'ya no Asayasu, en el Ogura Hyakunin Isshu.

Los detalles sobre su vida son poco conocidos. En 892 fue nombrado como oficial gubernamental de baja categoría en la provincia de Suruga. Participó en algunos concursos de waka y en varios círculos poéticos. 
Uno de sus poemas waka está incluido en la antología imperial Kokin Wakashū y dos poemas fueron incluidos en el Gosen Wakashū. También fue incluido en la lista antológica del Ogura Hyakunin Isshu.